# Ernst Schmitthelm

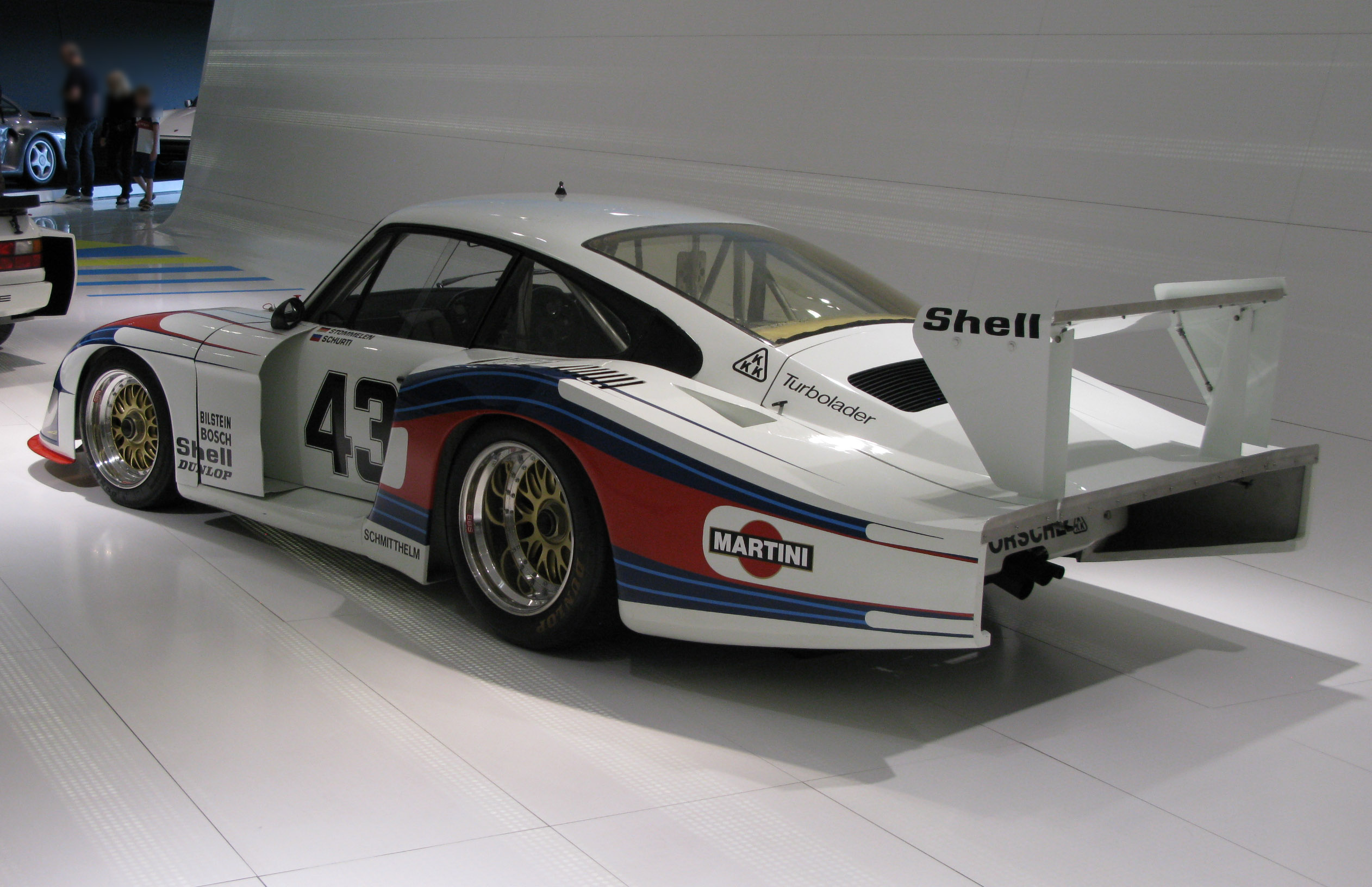
Der Porsche 935/78 mit aufgebrachten Schmitthelm-Schriftzug

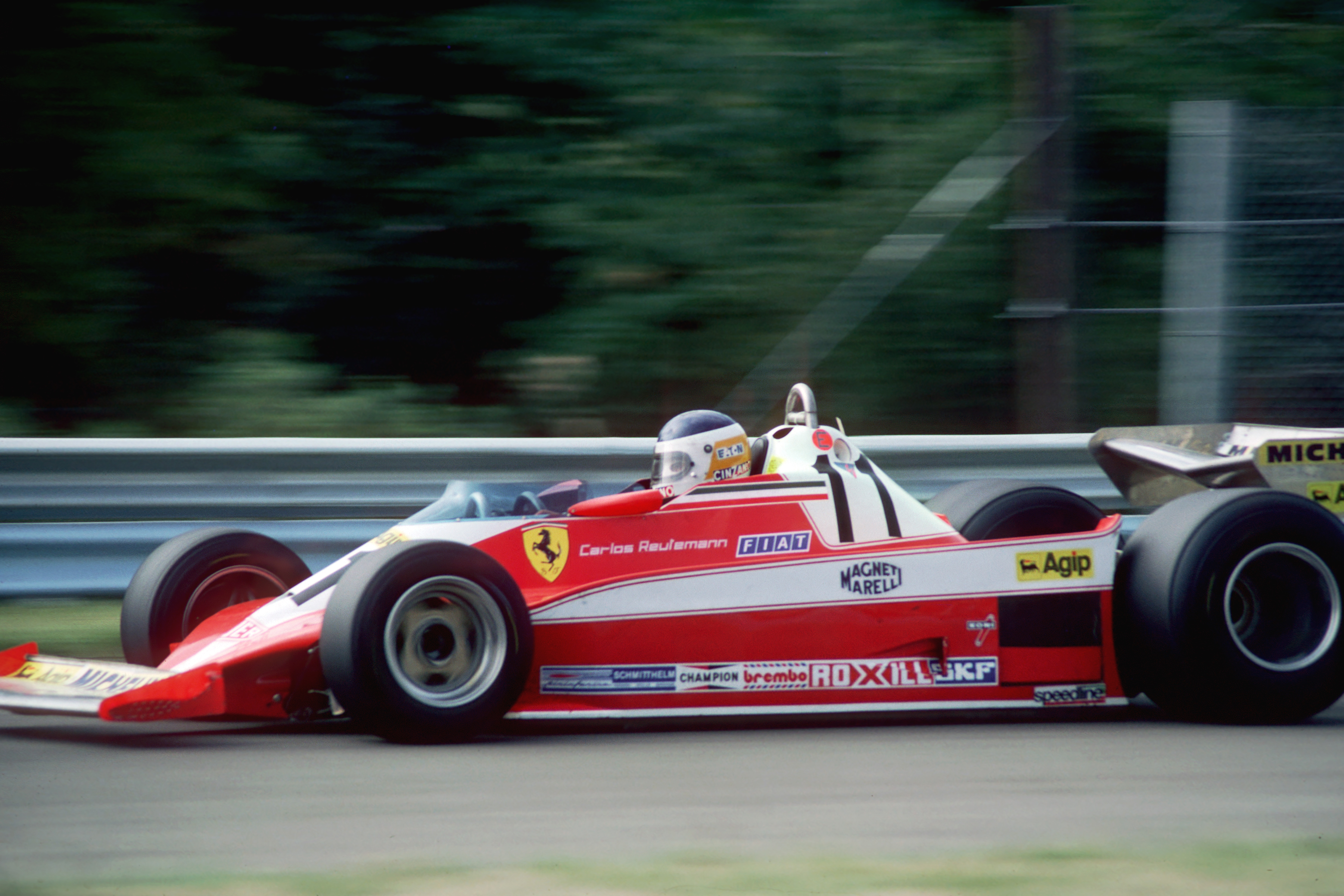
Ein Ferrari 312T3 mit aufgebrachten Schmitthelm-Schriftzug

Die Firma Ernst Schmitthelm mit Sitz in Heidelberg war ein metallverarbeitendes Unternehmen, das nach dem Kauf durch die Günther-Gruppe umstrukturiert und an das Unternehmen Stumpp+Schüle verkauft wurde.
Schmitthelm war in den 1970er und 1980er Jahren bekannt für die Produktion von Federn, die in Motorsportfahrzeugen eingesetzt wurden.

## Geschichte
Das Unternehmen wurde etwa 1931 gegründet. Die Ernst Schmitthelm GmbH wurde 1999 durch den Günther-Konzern übernommen. Nach der Übernahme wurde das Unternehmen umgebaut und Teile der Produktion nach Nové Zámky in die Slowakei verlagert. 2007 wurde die Produktion komplett nach Nové Zámky verlegt und das Werk in Heidelberg-Pfaffengrund geschlossen.
2011 verkaufte der Günther-Konzern die Schmitthelm-Unternehmensgruppe an die Stumpp+Schüle GmbH mit Sitz in Beuren.
Seit der Übernahme durch die internationale Firmengruppe Lesjöfors im Jahre 2012 nennt sich das Tochterunternehmen Stumpp und Schüle s.r.o.

## Produkte
Das Unternehmen belieferte viele Fahrzeughersteller, wie zum Beispiel Porsche und Ferrari mit Federn, die in bekannte und erfolgreiche Rennwagen eingebaut wurden. Porsche stattete Rennwagen, wie den 935/78 „Moby Dick“, 936, 924 Carrera GTP, 956 und 962 und Ferrari die 312 Formel-1- und Sportwagen-Prototypen und den 126C2 mit Schmitthelm-Federn aus.
Die so ausgerüsteten Fahrzeuge hatten zumeist einen Schmitthelm-Schriftzug an der Karosserie angebracht.